# Исмаилов, Хусейн Бурханович
Хусейн Бурханович Исмаилов (род. 8 марта 1957 года, Душанбе) — советский и российский фехтовальщик и тренер по фехтованию на саблях. Двукратный чемпион мира (1977, 1983). Пятикратный чемпион Европы (1979, 1981, 1983—1985). Трёхкратный чемпион СССР (1983, 1985, 1987). Заслуженный тренер России (1993). Заслуженный мастер спорта России (2003). Заслуженный работник физической культуры Российской Федерации (2005). Полковник запаса. Судья международной категории (B).

## Биография
Хусейн Бурханович Исмаилов родился 8 марта 1957 года в городе Душанбе Таджикской ССР. У него есть брат-близнец Хасан — заслуженный тренер и работник физической культуры России, двукратный чемпион Европы по фехтованию. Окончил Московский государственный университет. Женат, трое детей.
С 1987 по 1990 год работал главным тренером — начальником команды ЦСКА по фехтованию. Затем был старшим тренером, а с 1 июля 2005 года — вновь главным.
Является членом Исполкома Федерации фехтования России. С 2013 года также является председателем Совета старейшин Федерации фехтования России. Вице-президент Федерации фехтования Москвы.
Наиболее высоких результатов среди его воспитанников добились:
- Александр Ширшов — олимпийский чемпион 1992 года, чемпион мира 1994 года, чемпион Европы 2000 года[3][8],
- Григорий Кириенко — двукратный олимпийский чемпион (1992, 1996), семикратный чемпион мира (1989, 1990, 1991, 1993, 1994, 1995)[3][9].

## Награды и звания
- Медаль ордена «За заслуги перед Отечеством» II степени (1995)[10].
- Почётное звание «Заслуженный тренер России» (1993).
- Почётное звание «Заслуженный мастер спорта России» (2003).
- Почётное звание «Заслуженный работник физической культуры Российской Федерации» (2005).
- Наградной кортик от Министра обороны Российской Федерации[11] (2015).